# لیکن استریاتوس
لیکن استریاتوس (به انگلیسی: Lichen striatus) نوعی ضایعهٔ پوستی نادر است که عمدتاً در کودکان مشاهده شده و اغلب در سنین ۵ تا ۱۵ سالگی ظاهر می‌شود. این ضایعه نوعی فوران محدودشونده از پاپول‌های کوچک و پوسته‌پوسته را شامل می‌شود.

## نشانه‌ها
لیکن استریاتوس بر پوست و ناخن‌ها تأثیر می‌گذارد و به صورت نوار خطی یا از هم گسیخته، متشکل از پاپولهای کوچک قهوه‌ای، صورتی یا گوشتی‌رنگ دیده می‌شود.
پاپول‌ها ممکن است نرم، تخت یا پوسته پوسته باشند. عرض نوار لیکن استریاتوس از چند میلی‌متر تا ۲–۱ سانتی‌متر تنوع اندازه دارد و امتداد آن از چند سانتی‌متر تا طول کامل اندام کشیده می‌شود. به‌طور کلی، پاپول‌ها در یک طرف و در اندام‌های تحتانی، در امتداد خطوط بلاشکو (Blaschko) ظاهر می‌شوند.
خارش یکی از نشانه‌های شایع این بیماری است.

## تشخیص
تشخیص بر اساس معاینه بصری ضایعه انجام می‌شود.

## درمان
این ضایعه حالت خود‌محدود‌شوندگی دارند. درمان آن‌ها می‌تواند توسط کرم‌های استروئیدی و مرطوب‌کننده‌ها انجام شود.

## مراجع
1. ↑  Freedberg, et al. (2003). Fitzpatrick's Dermatology in General Medicine. (6th ed.). McGraw-Hill. شابک ‎۰−۰۷−۱۳۸۰۷۶−۰.
2. ↑  Rapini, Ronald P.; Bolognia, Jean L.; Jorizzo, Joseph L. (2007). Dermatology: 2-Volume Set. St. Louis: Mosby. ISBN 978-1-4160-2999-1.
3. ↑  James, William D.; Berger, Timothy G.;  et al. (2006). Andrews' Diseases of the Skin: clinical Dermatology. Saunders Elsevier. ISBN 978-0-7216-2921-6.
4. ↑  James, William D.; Berger, Timothy G.; Elston, Dirk M. (2011). Andrews' Diseases of the Skin: Clinical Dermatology (11th ed.). London: Elsevier. pp. 223–24. ISBN 978-1-4377-0314-6.
5. ↑  "At a glance - Lichen striatus | GPonline".